# C. R. Scott

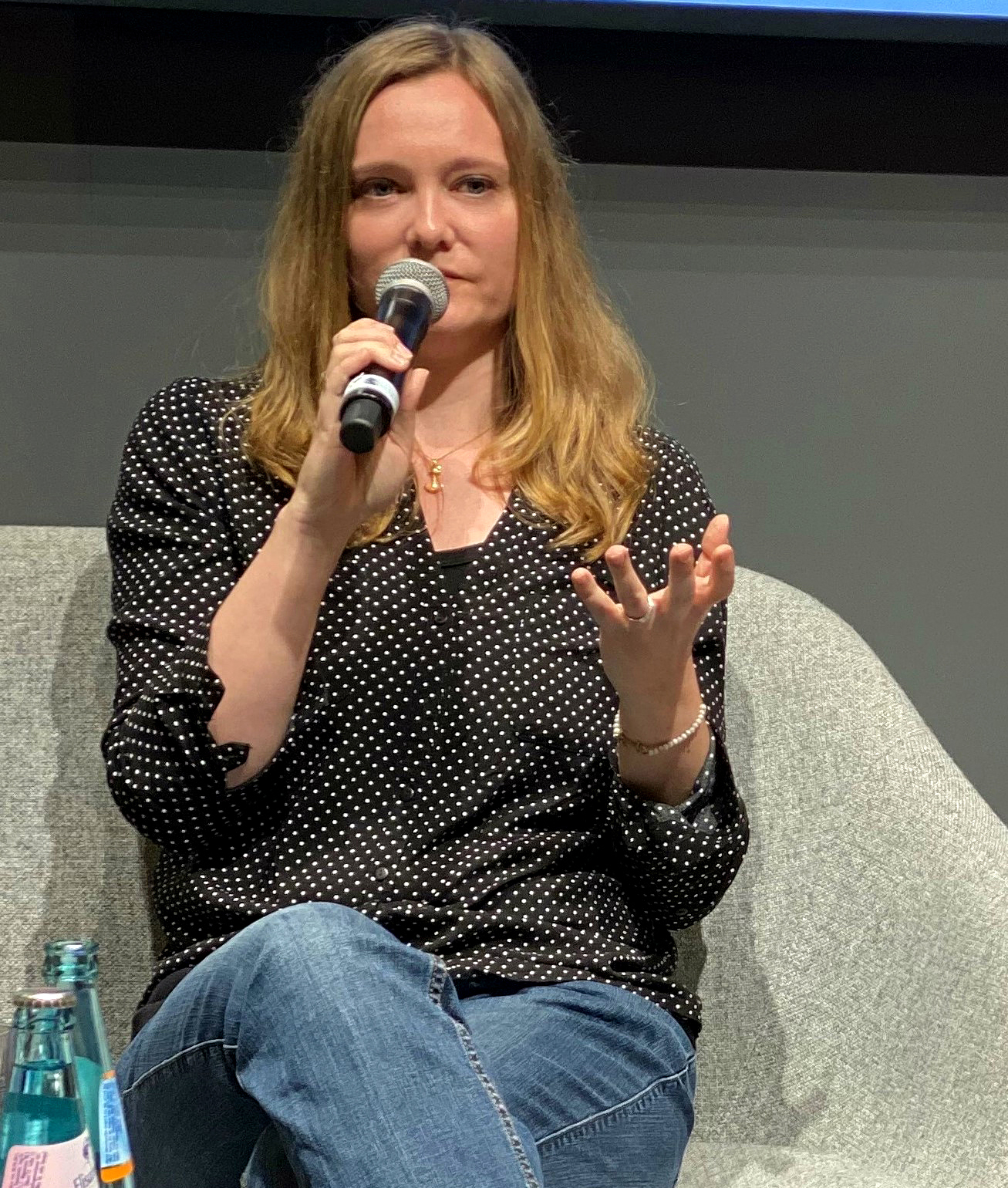
C. R. Scott auf der Frankfurter Buchmesse (2019)

C. R. Scott, bürgerlich Carina Regauer (* 27. September 1984 als Carina Linke in Neumünster) ist eine deutsche Autorin, die für ihre zeitgenössischen und fantastischen Liebesromane bekannt ist. Ihren Durchbruch hatte sie mit Selbstpublikationen, sie steht aber auch bei Verlagen unter Vertrag. Viele ihrer Titel schaffen es in die Top 5 des Kindle-Rankings, in die Amazon-Charts und auf die BILD-Bestsellerliste. Zahlreiche Werke der Autorin werden auch als Hörbuch vertont und ins Spanische, Kastilische, Portugiesische, Italienische, Französische oder Englische übersetzt.

## Leben
C. R. Scott vollendete 2004 das Abitur in Neumünster und anschließend eine Ausbildung zur Mediengestalterin in Hamburg. 2008 bis 2010 folgte ein Fernstudium des Multimediadesigns. Danach studierte sie von 2012 bis 2018 Literaturwissenschaft und Geschichtswissenschaft (Master of Arts).
Carina Regauer, geborene Linke, ist die Urgroßnichte der Schriftstellerin Lilo Linke und die Schwester von Christian Linke, dem ehemaligen Panik-Bassisten und Schöpfer der TV-Serie Arcane. Sie ist seit 2017 mit ihrem Mann verheiratet, den sie 2004 kennenlernte, und lebt heute, nach acht Jahren in Hamburg und sieben Jahren in Baden-Württemberg, wieder in Schleswig-Holstein.

## Erste Veröffentlichungen
Laut eigenen Angaben schreibt C. R. Scott seit ihrem 10. Lebensjahr. Angeregt durch Sailor Moon verfasste sie ab den späten 1990er-Jahren ihre ersten Fan-Fictions zu Animes und entwickelte daraus ein Interesse für Japan. Die Comiczeichnerin Viviane zeichnete für das langjährige Web-Projekt. Von 2006 bis 2013 veröffentlichte die Autorin unter dem Künstlernamen André Linke Romane, Kurzprosa, Buchrezensionen und Comicskripte für die deutsche Manga-Szene. Unter anderem erschienen ihre Werke bei dem Carlsen Verlag, dem Verlag Dieter Born, der Verlagssparte von Animexx, der Computec Media und der Deutsch-Japanischen Gesellschaft Berlin. Für den Auftakt ihrer Buchreihe Crystal Yorkshire (Machtwortverlag) wurde sie 2007 zweifach für den Deutschen Phantastik Preis nominiert. Infolgedessen hielt sie bei der Preisverleihung auf dem Buchmessecon eine Laudatio an Bestsellerautor Markus Heitz und übergab ihm den Preis in der Rubrik Beste Internet-Seite. Ende 2013 benannte sich die Autorin in die geschlechtsneutrale Kurzform An Lin um und verfasste Belletristik für Jugendliche und junge Erwachsene, die die japanische Kultur thematisiert, ohne sich auf die Manga-Szene zu beschränken. Bis 2016 veröffentlichte die Autorin unter diesem Pseudonym Liebesromane mit japanischem Bezug und teilweise fantastischen Elementen im Selbstverlag.
Unter ihrem bürgerlichen Namen war Carina Regauer 2016 und 2017 außerdem für den Verlag Bast Medien GmbH als Grafikerin und Autorin tätig. Im Rahmen dessen gestaltete und setzte sie die in diesem Zeitraum erschienen Geheimnisse- und Kalenderblätter-Bücher und fungierte als Artdirektorin für das Magazin Women’s History, für welches sie auch diverse Artikel schrieb und in der Bildredaktion mitwirkte.

## Durchbruch und weiteres Schaffen

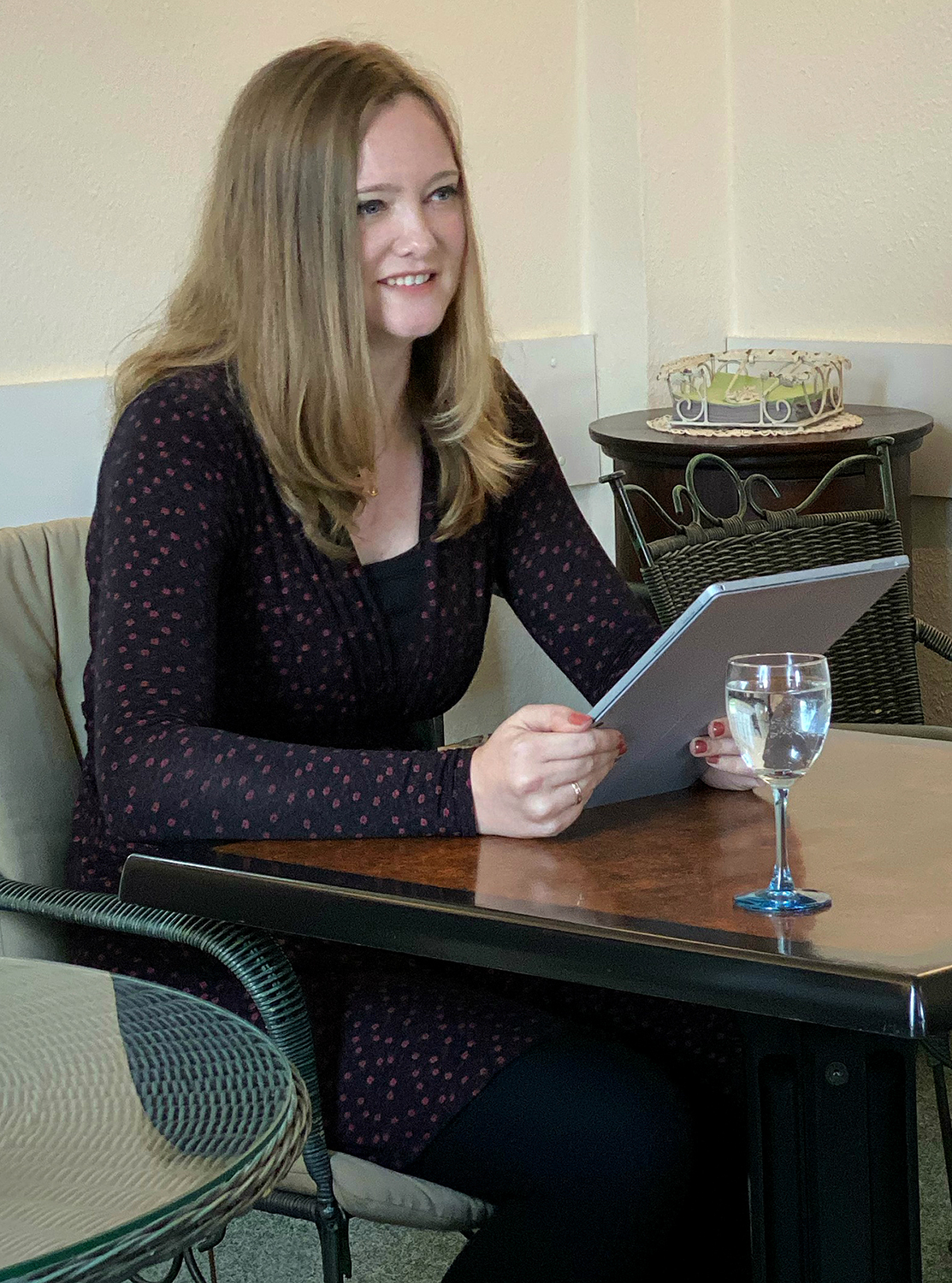
C. R. Scott bei einer Lesung im Landhauscafé Wasbek (2019)

Seit 2017 veröffentlicht die Autorin unter dem Künstlernamen C. R. Scott Liebesromane ohne Japan-Bezug. Die Initialen C. R. stehen für ihren bürgerlichen Namen, Carina Regauer. Mit dem Debütroman Play My Game – Spiel für alle Sinne, der in die Top 10 der Kindle-Charts kam, gelang ihr der Durchbruch als hauptberufliche Schriftstellerin. Seitdem veröffentlicht C. R. Scott erfolgreich zeitgenössische Liebesromane und gilt als Vielschreiberin. Allein in den ersten eineinhalb Jahren hat sie 20 Liebesromane veröffentlicht. In einem Blogartikel sagte sie, dass ihr produktives Schreibverhalten durch ihren hohen Manga-Konsum zustande gekommen ist. Im August 2018 kam sie mit Sweet Suffering – Neu entfachte Leidenschaft zum ersten Mal in die Top 5 der Kindle-Charts. Ende 2018 erschien mit Jeden Tag Will Ich Sie Küssen Und Berühren die erste Geschichte in Hörbuchfassung, gelesen von Lisa Müller sowie Inko Hartwiger und mit Intromusik von Christian Linke, Scotts Bruder. Im März 2019 kam die Autorin mit ihrem Werk Broke and Rich erstmals auf die BILD-Bestsellerliste (Einstiegsplatz Rang 3). Auch Wicked Deal – Traust du dich? kam im Juni 2019 in der Erscheinungswoche auf die BILD-Bestsellerliste. Nach sieben Wochen wurde der Roman nahtlos von C. R. Scotts Nachfolgewerk 10 Seconds of Love auf der BILD-Bestsellerliste abgelöst, gefolgt von unzähligen weiteren Titeln. Zu diesem Zeitpunkt, Ende Juli 2019, schafften es beide Titel in die kurz zuvor eingeführten Amazon Charts, welche die 20 meistverkauften Werke (E-Books und Bücher zusammengenommen, allerdings Belletristik und Sachbücher getrennt) einer Woche zeigen. Im Januar 2020 kam die Autorin mit Waking up in Mr. Perfect's Bed das erste Mal auf Platz 1 der belletristischen Amazon Charts. Im November 2020 war sie mit Be mine for 8 days und Mister Seductive erstmals mit zwei E-Books gleichzeitig in den Top 10 der Kindle-Charts vertreten. Einen Monat später waren von C. R. Scott, wie schon des Öfteren, vier Titel zur selben Zeit in den Top 100 der Kindle-Charts. Im Juni 2021 schafften es mit Brilliant Deal und Perfect Mess erstmals zwei Titel der Autorin gleichzeitig auf die belletristische BILD-Bestsellerliste.
Inzwischen werden ausgewählte Taschenbuchausgaben, die zunächst verlagsunabhängig erschienen sind, vom Belle Époque Verlag neu aufgelegt und als Auflagendruck im gesamten Buchhandel vertrieben. Der Verlag veröffentlicht seit Ende 2021 zudem diverse Liebesromane der Autorin auf Spanisch. Gleich die Auftakt-Übersetzung Se mía durante 8 días (sp. Be mine for 8 days) gelangte innerhalb weniger Tage nach Erscheinen in die spanischen Top 20 der Kindle-Charts. Kurz darauf war der Titel zusammen mit Despertar en la cama del Sr. Perfecto (sp. Waking up in Mr. Perfect's Bed) gleichzeitig in den spanischen Top 50. Seit 2022 übersetzt der Verlag C. R. Scott zudem ins Englische. Belle Époque produziert inzwischen auch fremdsprachige Hörbücher zu den Geschichten der Autorin. Seit Ende 2022 erscheinen Werke von C. R. Scott auch auf Italienisch und Französisch – diese veröffentlicht die Autorin ohne Verlag. Auch auf Portugiesisch sowie Kastilisch veröffentlicht der Verlag inzwischen Werke der Autorin. Mittlerweile haben sich zudem die Hörbuchmanufaktur Berlin und Belle Epoque zusammengetan, um diverse Geschichten der Autorin als fremdsprachige Audiobooks herauszubringen.
Ab und zu verfasst C. R. Scott auch fantastische Liebesgeschichten, die sich sowohl der Urban Fantasy als auch der High Fantasy zuordnen lassen. Ihre Romantasy-Werke erscheinen beim Label Impress des Carlsen Verlags, angefangen bei Rosen und Kristalle, welches der Verlag (mitsamt dem Cover der verlagsunabhängigen Erstauflage von Alexander Kopainski) neu herausgebracht hat.
Die Hörbuchmanufaktur Berlin produziert seit 2020 regelmäßig Romane der Autorin als Hörbuch. Auch die Verlage SAGA Egmont, dp Digital Publishers, Audio4You, die Verlagssparte der Media-Paten, Miss Motte Audio, Shooting Star Audio, audioparadies und OBO vertonen mittlerweile Romane der Autorin und bringen sie als Hörbuch heraus. Gelesen werden sie unter anderem von Jan Langer, Fabian Kluckert und Paul Jumin Hoffmann.
Die Tapster Media GmbH setzte 2021 C. R. Scotts Bestseller Wicked Deal als multimediales E-Book um. In den Apps Livory, Lively Story sowie einer eigenständigen App, die nach dem Roman benannt ist, können Nutzer die Geschichte auf einem Mobilgerät lesen. An passenden Stellen wird das Leseerlebnis durch scheinbare Anrufe, Nachrichten in Chatoptik, Fotos, Umgebungsgeräusche und andere multimediale Inhalte untermalt.

## Gemeinschaftsprojekte
Hin und wieder arbeitet C. R. Scott mit anderen Autoren zusammen:
Im Frühling 2017 veröffentlichte sie mit Vinya Moore den gemeinsamen Roman Waiting for you – Vom Glück getroffen. Das Werk erschien noch vor C. R. Scotts eigentlichem Debütroman Play My Game – Spiel für alle Sinne und basiert auf einer Grundidee ihrer Co-Autorin. Vinya Moore inspirierte C. R. Scott demnach dazu, Liebesromane mit amerikanischen Protagonisten und abwechselnden Perspektiven zu verfassen.
Anfang 2018 erschien Scotts Liebesroman Job gesucht, Liebe gefunden, in dem die Figur Souta aus Emily Wests Dilogie Unverhofft einen Gastauftritt hat. Die entsprechenden Szenen wurden von Emily West geschrieben. Rund zwei Jahre später, Anfang 2020, veröffentlichten Scott und West gemeinschaftlich den romantischen Thriller Liebe eiskalt. Kurz darauf folgte Saving Mr. Right aus den Federn des Autorinnen-Duos. Hippomonte Publishing beauftragte C. R. Scott damit, einen Band für die Reihe Paradise, Texas zu schreiben. Für das Projekt holte C. R. Scott Emily West an Bord. Der Roman Bodyguards: Angel's Story erschien im Sommer 2021 beim Verlag. Weitere erfolgreiche Gemeinschaftswerke erschienen dann wieder als Selbstpublikationen.
Christian Linke, C. R. Scotts Bruder, hat für die Autorin ein Cover entworfen und dazu einen Titel vorgegeben. Zu beidem hat Scott hinterher, nach gemeinsamem Plotten mit ihrem Bruder, die passende Geschichte geschrieben. Das Ergebnis dieses Experiments ist der im Februar 2018 erschienene Roman Ihr Herz stand still.
Zusammen mit Freya Miles brachte C. R. Scott im September 2019 das Werk The V.I.P. Room heraus.
Ende 2019 erschien mit Broken Romance ein Liebesroman von C. R. Scott, der im selben Universum wie Nancy Salchows Werk Broken Moment spielt. Die Protagonistinnen beider Werke sind Schwestern und kommen in der jeweils anderen Geschichte vor.
Mit diversen anderen erfolgreichen Romance-Selfpublisherinnen veröffentlicht C. R. Scott regelmäßig gemeinsame Reihen bestehend aus Liebesromanen, die im selben Universum spielen und aufeinander anspielen. Dazu zählen die Autorinnen Saskia Louis, Aurelia Velten, Ava Avery, Christine Troy, Marit Bernson, Anna Rush, Katrin Emilia Buck, Mia B. Meyers, Josie Charles und Emma Wagner.

## Mitgliedschaften und Engagement
C. R. Scott ist Mitglied im Montségur Autorenforum, im Selfpublisher-Verband e. V. und im Romance-Club, einem Netzwerk verlagsunabhängiger Liebesromanautorinnen, welches unter anderem gemeinsame Lesungen veranstaltet.
Nachdem C. R. Scott 2019 in der Vorjury für den Deutschen Selfpublishing-Preis saß, war sie 2020 Mitglied der Hauptjury des Nachfolger-Awards, dem Selfpublishing-Buchpreis, nebst Matthias Matting, Lena Falkenhagen und anderen Autoren. Der dotierte Preis wird in drei Kategorien an ausgewählte professionelle Selfpublisher-Titel verliehen.
Für den Selfpublisher-Verband schreibt C. R. Scott außerdem die Kolumne Selfpublishing unverblümt. In monatlich erscheinenden Artikeln schildert die Autorin seit Mai 2021 die Schattenseiten und Fettnäpfchen, die mit dem Erfolg ihrer verlagsunabhängigen Romane einhergehen.